# Bo Diddley
Bo Diddley (McComb, Mississippi 30. prosinca 1928. – Archer, Florida, 2. lipnja 2008.), rođen kao Ellas Otha Bates, bio je vrlo utjecajni američki pionir rock and rolla pjevač, gitarist, i tekstopisac. 

Zvali su ga The Originator, zbog njegove uloge u razvoju rocka, u transformaciji bluesa u ono što danas poznajemo kao rock & roll. Svojim djelom utjecao je na takve glazbene veličine kao što su Buddy Holly, Jimi Hendrix, The Rolling Stones i Eric Clapton.
On je u rock uveo poticajući ritam i snažni zvuk gitare, zbog toga je uvršten u  
Rock and Roll kuću slavnih. Bio je poznat i kao tehnički inovator, njegova kockasta gitara bila je i njegov zaštitni znak.

## Rani početci
Rođen u delti Mississippija u mjestu McComb, kao Ellas Otha Bates, odrastao je u kući majčine rođakinje Gussie McDaniel, tako da je uzeo i njezino prezime i postao Ellas McDaniel. 1934. obitelj McDaniel, preselila se je u Chicago.
Ovdje je mladi Ellas stao učiti trombon i violinu u lokalnoj baptističkoj crkvi, bio je tako dobar da su ga uzeli u orkestar, u kojem je ostao do svoje osamnaeste godine. Ali već tada privlačio ga je ritam i gitara kao instrument, oduševio ga je nastup John Lee Hookera
Tijekom ljeta 1943., svirao je kao ulični svirač za napojnicu ( na Maxwell Streetu ) u sastavu Earl Hookera.
1951., dobio je stalni angažman u klubu 708 u južnom Chicagu 
, svirajući repertoar sastavljen od pjesama Louisa Jordana, John Lee Hookera i Muddy Watersa.
Pri kraju 1954., udružio se sa sviračem usne harmonike Billy Boy Arnoldom, Clifton Jamesom bubnjevi i  Roosevelt Jacksonom basistom i snimio svoju pjesmu I'm a Man ( A strana) i  Bo Diddley ( B strana) za gramofonsku kompaniju Chess Records uz pomoć studijskih glazbenika; Otis Spanna (piano), Lestera 
Davenporta (usna harmonika), Franka Kirklanda (bubnjevi) i Jerome Greena (marakas). 
Ploča je izašla na tržište u ožujku 1955., i uskoro je postala prva na ljestvici R&B naslova.
Sada je McDaniel uzeo svoje novo umjetničko ime Bo Diddley. 

## Način sviranja gitare - Bo Diddley beat
Bo Diddley je bio i inovator u pristupu sviranju gitare, on je zapravo ritmički udarao po žicama ali i po gitari ( što onda nije bio običaj), to je zapravo bio stil uličnih svirača, koji su na taj način sebi davali takt. Taj njegov stil, postao je poznat kao Bo Diddley beat. Njegove pjesme imale su vrlo malo akorda, koji su se stalno ponavljali, ali neopisivo živi i nabijeni ritam poput; Hey Bo Diddley i Who Do You Love?(Mona).

## Uspjesi 1950 - 1960
20. studenog, 1955. pojavio se u popularnom tv showu Eda Sullivana, i otpjevao svoju pjesmu - Bo Diddley, i tako postao poznat širom Amerike.
Nastavio je nizati hitove poput - Pretty Thing (1956),  Say Man (1959), i  You Can't Judge a Book By the Cover (1962). Snimio je prve albume; Bo Diddley Is a Gunslinger i Have Guitar, Will Travel.
1963., otišao je u na turneju s Everly Brothersima i Little Richardom u Veliku Britaniju, na ovoj turneji kao predgrupa nastupali su i mladi Rolling Stonesi tada gotovo potpuno nepoznati izvan Londona.

## Kasnije godine
Nastavio je uspješno koncertrirati, kako po malim klubovima, tako i na velikim stadionima.
1972., nastupio je sa sastavom The Grateful Dead u New Yorku. 
Na velikoj turneji Rolling Stonesa 1994. bio je počasni gost, i zajedno s njima izveo je pjesmu  Who Do You Love?(Mona).
Posljednjih godina svog života, primio je brojna priznanja za svoj pionirski rad u glazbi.
2005. Bo Diddley je slavio svoju 50-godišnjicu rada na sceni, velikom turnejom po Australiji, Europi i cijeloj sjevernoj Americi. 
13. svibnja,2007., nakon koncerta u Iowi, primljen je u bolnicu zbog moždanog i lakšeg srčanog udara. Uspio se nakratko oporaviti, ali je umro 2. lipnja, 2008. od zatajenja rada srca.
Postumno je proglašen doktorom (lijepih umjetnosti) na Sveučilištu Florida zbog utjecaja na američku popularnu glazbu.
Mick Jagger je za njega rekao da je on originalni glazbenik koji je imao izniman utjecaj na
njegov sastav The Rolling Stones. On je bio vrlo darežljiv prema nama, u našim početcima i od njega smo mnogo naučili.

## Bo Diddley pjesme u izvedbi drugih izvođača
- The Rolling Stones - I Need You Baby (Mona) na britanskoj verziji albuma The Rolling Stones
- The Clash - I Need You Baby (Mona) na London Calling.
- The Animals - The Story of Bo Diddley
- The Yardbirds - I'm a Man
- Patti Smith - Who Do You Love
- Eric Clapton  - Before You Accuse Me
- Creedence Clearwater Revival - Before You Accuse Me

## Diskografija
- Bo Diddley (1958.)
- Go Bo Diddley (1959.)
- Have Guitar Will Travel (1960.)
- Bo Diddley in the Spotlight (1960.)
- Bo Diddley Is a Gunslinger (1960.)
- Bo Diddley Is a Lover (1961.)
- Bo Diddley's a Twister (1962.)
- Bo Diddley (1962.)
- Bo Diddley & Company (1962.)
- Surfin' with Bo Diddley (1963.)
- Bo Diddley's Beach Party (1963.)
- Bo Diddley's 16 All Time Greatest Hits (1964.)
- Two Great Guitars (s Chuck Berry) (1964.)
- Hey Good Lookin (1965.)
- 500% More Man (1965.)
- The Originator (1966.)
- Super Blues (s Muddy Watersom i Little Walterom) (1967.)
- Super Super Blues Band (s Muddy Watersom i Howlin Wolfom) (1967.)
- The Black Gladiator (1970.)
- Another Dimension (1971.)
- Where It All Began (1972.)
- Got My Own Bag of Tricks (1972.)
- The London Bo Diddley Sessions (1973.)
- Big Bad Bo (1974.)
- 20th Anniversary of Rock & Roll (1976.)
- I'm a Man (1977.)
- Ain't It Good To Be Free (1983.)
- Bo Diddley & Co - Live (1985.)
- Hey...Bo Diddley in Concert (1986.)
- Breakin' Through the BS (1989.)
- Living Legend (1989.)
- Rare & Well Done (1991.)
- Live at the Ritz (s Ronnie Woodom) (1992.)
- This Should Not Be (1993.)
- Promises (1994.)
- A Man Amongst Men (1996.)
- Moochas Gracias (s Ann Moo) (2002.)
- Dick's Picks #30 (1972. 5-pjesama s Live Sessiona s The Grateful Dead) (2003.)

## Vanjske poveznice
- (autorizirane stranice)Bo Diddley -The Originator
- Službene stranice Bo Diddleya na MySpace